# Вилијам Пит Млађи
Вилијам Пит Млађи (енгл. William Pitt the Younger; Хејз, 28. мај 1759 — Лондон, 23. јануар 1806) је био британски политичар са краја 18. и почетка 19. века. Постао је 1783. најмлађи премијер Велике Британије са 24 године. Напустио је функцију 1801, али је био поново премијер од 1804. све до смрти 1806. Био је такође и канцелар благајне за време свог мандата премијера и лорд управник пет лука од августа 1792. Добио је надимак „млађи“ да би се разликовао од свог оца Вилијама Пита Старијег, који је такође био премијер.
Првим мандаомт млађег Пита на месту премијера, који је био за време владавине Џорџа III, су доминирали велики догађаји у Европи, као што су Француска револуција и Наполеонови ратови. Пит је често називан „торијевцем“ или „новим торијевцем“, али он је себе сматрао за „независног виговца“ и углавном се противио развоју строгог партијског политичког система.
Најпознатији је по томе што је предводио Британију у великим ратовима против Француске и Наполеона. Пит је био изврсни управник који је тражио ефикасност и реформе, и довео је нову генерацију сјајних управитеља. Подигао је порезе да плати трошкове рата против Француске и сузбио је радикализам. Да би отклонио опасност од ирске подршке Француској, осмислио је Законе о унији из 1800. и покушао је без успеха да прогура католичку еманципацију као део споразума. Пит је основао нови торизам, који је обновио торијевску странку и омогућио му да остане на власти наредних четврт века.
Историчар Ејса Бригс тврди да његова карактер није погодовао британском уму, јер је Пит био превише усамљен и превише безбојан, и пречесто је одисао ставом супериорности. Његова величина дошла је до изражаја у рату са Француском. Пит је реаговао да постане оно што је лорд Минто назвао „Атласом нашег колутајућег глобуса”. Вилијам Вилберфорс је изјавио: „у погледу личне чистоте, незаинтересованости и љубав према овој земљи, никада нисам познавао њему равног.“ Историчар Чарлс Петри закључује да је био један од највећих премијера „ако ни по којој друго основи до по томе што је омогућио земљи да пређе са старог поретка на нови без икаквих насилних преврата ... Он је разумео нову Британију.” Због тога је високо рангиран међу свим британским премијерима у више истраживања.